# 2014年冬季帕拉林匹克運動會雪橇曲棍球比賽
2014年冬季帕拉林匹克運動會雪橇曲棍球在俄羅斯索契謝科競技場舉行，共有八隊參加混合團體的一個項目。